# Новогрецька література
Новогрецька література — період грецької літератури, нижньою межею якого умовно визначено XV століття (від османського підкорення Константинополя та власне Греції) до нашого часу.
Відтак формування новогрецької літератури тісно пов'язане з визвольним національним рухом в Греції, який прагнув знищення османського панування. Верстви торговців, викладачів на цьому етапі вибудовували свою культуру на уламках культури Візантії і класичної давнини. Виразником настроїв бунтівних низів з'явилася усна поезія клефтів — «розбійників», як їх називали іноземці. Ця своєрідна реставрація візантійської та давньогрецької літератури, з одного боку, і народна усна поезія — з іншого, лягла в основу новогрецької літератури.

## 15—17 століття

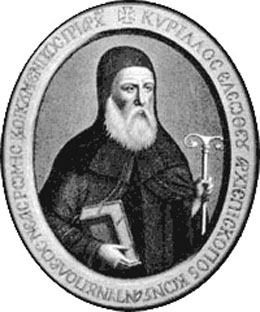
Кіріллос Лукаріс

Османське панування, що тривало впродовж кількох століть, не призвело однак до значного впливу Османської імперії на грецьку культуру. Між Османською імперією і Грецією різкою межею пролягла корінна відмінність у культурі, моралі і традиціях. Поневолена Греція також мало зазнала впливу Західної Європи. Велике значення в справі збереження грецької самобутності мала османська система міллетів і збережена самостійність Грецької православної церкви, що об'єднувала міста і села навколо себе як церковних парафій і зберігала зв'язок з минулим країни. Господарсько зацікавлена у збереженні національної єдності Греції церква не могла не зробити сильного впливу на розвиток новогрецької літератури. Нею культивувалися «чистота» мови, застиглі її форми, «аттицизм», тяжіння до класичної традиції.
Живе поетичне слово існувало лише в неписаному вигляді в народних піснях клефтів і маніотів, вільних гірських мешканців, що уникали будь-якого підпорядкування. Літературна діяльність духовенства з першої половини 16 століття зосередилася в патріаршій школі Константинополя — в «Еллінської академії», що служила для всіх інших грецьких міст зразком для наслідування. З Академії виходили численні вчені-схоласти. Писалися багатотомні вчені праці з богослов'я, історії, географії, здебільшого недоступні широкому загалу. Виняток представляв константинопольський патріарх Кіріллос Лукаріс, який виявив великий інтерес до народної мови. Згодом він був зарахований до єретиків за переклад Євангелія на народну мову і сповідування віри, яка близько збігалася з кальвінізмом. Покоління за поколінням вчені педанти культивували мертву старовину, вище духовенство навіть у побуті вживало давньогрецьку мову.
Найзначніший поет цієї доби — Стефанос Сахлікіс, який мешкав на Криті в Іракліоні. Творчість його відрізняється серед інших літературних явищ доби і стилістикою (переважно грубувата сатира), і (насамперед) — мовою. Сахлікіс писав чистою народною мовою, без домішок книжності.

## 18 століття
З початку XVIII століття велика Порта почала залучати освічених греків до себе на службу. Греки, які служили при дворі османського султана, називалися фанаріотами, за назвою кварталу Фанар в Константинополі, де жив патріарх. Деякі фанаріоти на початку XVIII століття були призначені правителями османських областей по Дунаю (Молдавія і Валахія). Фанаріоти сприяли розвитку національної самосвідомості та зростання освіти. Серед них зустрічалися й блискучі таланти, як Александрос Маврокордатос (пізніше прем'єр-міністр Греції), що залишив низку літератуних праць («Міркування про кровообіг», «Всесвітня історія від створення світу до останнього часу»). Крім нього користувалися великою популярністю на острові Крит проповідник священник Каравела і молдавський господар Дмитро Кантемір, що написав велику історію Османської держави.
З початком XVIII століття розвиваються просвітні установи. В Афінах 1715 року засновується Григоріосом Сатіросом «Семінарій грецьких наук», музей і низка вищих навчальних закладів. Зростання освіти було обумовлене економічним зростанням грецького середнього класу. Венеційські торговельні підприємства, з якими були пов'язані греки, розросталися і залучали греків у свої операції. Греки Фессалії, Македонії, Епіру тощо швидко таким чином складали собі статки, а це змушувало посилити піклування про національне навчання і виховання наступних поколінь купців.
По всій Греції виникають школи та друкарні. Грецькі вчені та письменники збиралися в Бухаресті і в Яссах під заступництвом греків-господарів спільно з іноземними вченими і займалися як літературою, так і питаннями національного визволення від османського панування. Більшість грецьких просвітителів належала до духовенства, і як поезія, так і белетристика мало процвітали в той час. Єдиний поетичний твір цієї епохи — грецька поема-романс «Еротокрітос», написана Вінчентзосом Корнаросом (1737 року) в Іракліоні народною мовою. Поема складається з десяти тисяч віршів і оспівує доблесті, терпіння і любов героя Еротокріта. Вона користувалася досить великою популярністю серед читачів.
З посиленням економічних зв'язків із Заходом, західна література дедалі більше проникала до Греції. Французькі класики — Мольєр, Жан Расін, Шарль Луї де Монтеск'є, Франсуа Фенелон, Бернар ле Бов'є де Фонтенель, твори Вольтера і Руссо з ретельністю перекладалися освіченими фанаріотам кінця XVIII і початку XIX століть. Не залишилися без уваги й англійські і німецькі письменники, серед яких Ольвер Гольдсміт, Джон Локк, Кристоф Мартін Віланд, Йоганн-Фрідріх Шиллер і Гете. Давня і перекладна література була надбанням вищих класів Греції. Серед власне грецьких письменників тільки деякі мали успіх. З них вирізнявся Константінос (Кесарій) Дапонтес (1789), який писав дидактичні вірші та оспівував у своїх поемах богоматір. Відомий його «Сад грацій». Від своїх сучасників Дапонтес відрізняється тим, що писав мовою, дуже близькою до народноъ розмовної мови.

### Народна поезія

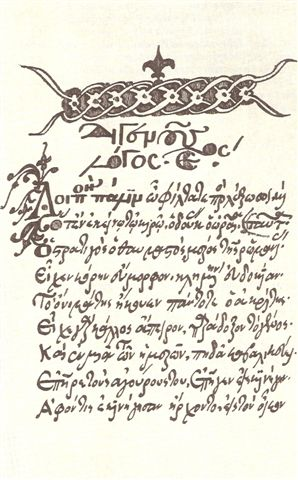
Рукопис «Дігеніс Акрітас»

Натомість жива, справжня поезія розвивалася серед неписьменних і недосвідчених в науках «простолюдинів». Проте народна поезія народилася не у XVIII столітті, а набагато раніше. Вже візантійська епопея «Дігеніс Акрітас», що з'явилася до 14 століття, своїм джерелом мала народні пісні. Більшість народних сюжетів являли собою змінені героїчні сюжетами давньогрецьких творів, що пройшли шлях зі Сходу на Захід і звідти занесених знову на Схід, на малоазійські береги і острови Грецького архіпелагу.
Новогрецька народні пісні поділяються на три роди:
- пісні з історичним змістом, як відома в з 15 століття «Пісня про взяття Константинополя турками» (1453)
- пісні героїчні, що оспівують подвиги героїв
- і пісні побутові.

Серед них виділяються своїм полум'яним почуттям бунтівні клефтські пісні. Грецькі громадські діячі другої половини XVIII століття дивилися на клефтів, як на оплот майбутнього революційного війська проти османів, клефтська поезія своєю революційною романтикою привернула до себе увагу всього літературного світу як Греції, так і Заходу, і порушувала натхнення великих поетів початку XIX століття (Байрона, Пушкіна та інших класиків). Народні пісні XVIII і початку XIX столітті рясніють османськими та багатьма італійськими словами, що увійшли в ужиток грецької мови, істотного ж впливу на побудову вірша новогрецької пісні іноземні сусіди не мали. Наскільки сильно наростали революційні настрої серед новогреків, видно з героїчної змови проти османського панування, яка була організована фессалійцем з села Велестіно — поетом Рігасом Фереосом. Змова була розкрита, а сам Рігас — розстріляний. Його «Полум'яний гімн», хоча і не відрізнявся великими художніми достоїнствами, став найбільш популярною піснею новогреків, гімном борців за незалежність Греції.

## 19 століття

### Протистояння Афінської та Іонічної шкіл

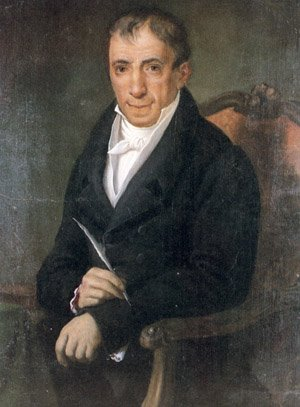
Адамантіос Кораїс

Діячі визвольного руху, виховані на раціоналізмі франзуцьких енциклопедистів, творили поезію книжкову і холодну, до того ж мовою, позбавленою життя. Супротивником схоластичної «чистоти» мови виступав Адамантіос Кораїс, «просвітитель новогреків», який багато працював над пристосуванням літературного мови фанаріотів до народної мови. В основу своєї новогрецької філології Кораїс поклав новогрецьку народну мову, збагативши її повсякденними виразами із давньогрецької мови, створивши штучну мову — кафаревусу. Запропонована ним реформа викликала численні нападки з боку пуристів-фанаріотів. Наприклад, Іаковос Різос Нерулос (1778—1850) написав спрямовану проти Кораїса комедію «Коракістіка» (грец. Κορακίστικα). Ідея Кораїса мала й своїх прихильників, серед яких Александрос Суцос (1808—1863) та Александрос Ризос Ранґавіс (1809—1892); автор «Граматики сучасної грецької мови» Візантінос, що виступив у 1863 році з оригінальною сатирою «Вавилонська вежа» (грец. Βαβιλονια), в якій представлялися жителі різних областей Королівства Греція, що розмовляють кожен на своєму власному діалект; Іоанніс Віларас, який оспівував бога любові Ероса легкими віршами народною мовою. Цей рух пихильників кафаревуси відомий узагальнюючою назвою Афінська школа.
Багато поетів, які писали до звільнення Греції народною мовою, згодом повернулися до сюжетів минулого і аттичного діалекту. Такими були згаданий поет і драматург, Александрос Ризос Ранґавіс, автор історичних драм, який прагнув просвітити греків щодо їх минулого і виховати їх в національному дусі; Дімітріос Вернардакіс, популярний драматург, який намагався створити національну трагедію і писав у псевдокласичному дусі; поет Спіридон Василіадіс (1845—1874) і талановитий поет, драматург і критик Ангелос Влахос (1838), що вводив у свою вигострену мову забуті стародавні мовні звороти.

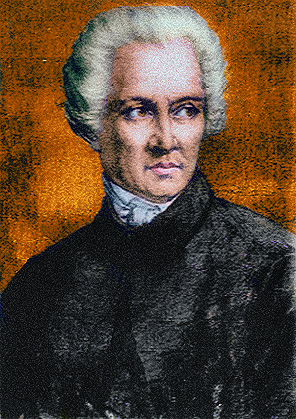
Діонісіос Соломос

У той час, як в Афінах та Константинополі освічені греки культивували мертву аттичну мову, намагаючись прищепити її народу, на Іонічних островах розвивається літературне рух, знаний як Іонічна школа, що особливо яскраво розквітнув після Визвольної війни 1821—1829 років. Найвизначніший представник іонічного періоду новогрецької літератури — поет Діонісіос Соломос (1798—1856), вся сучасні Греція вважає його національним поетом. Його перу належить популярний «Гімн свободі», який з'явився слідом за звільненням Греції, написаний 1824 року народною живою мовою — дімотикою. Покладений на музику, він став національним гімном нової Греції. У пізніших творах, пройнятих песимізмом, Соломос черпає матеріал з життя селян. Соломоса наслідувала низка поетів, які більшою чи меншою мірою навіть перевершували його як художника. Андреас Калвос (1792 — 1867), що писав на своєрідніймові, не схожому ні на народну, ні на «очищену» мову пуристів. Кальвос, як і Соломос, оспівував страждання рідної країни і боротьбу за звільнення («Хіоська різанина», «Порохові льохи», «Море» тощо).
На зміну героїчній боротьбі після звільнення Греції прийшла внутрішня політична боротьба з парламентськими буднями. До Іонічної літературної школи у другій половині XIX століття належали Георгіос Терцетіс (1800—1874) — поет селянського повстання 1848 року, він писав народною мовою під сильним впливом клефтської поезії; Іаковос Полілас (1824—1896) — побутописець села, який ставив своїм завданням перевиховання селян; Юліос Тіпальдос (1814—1883), Герасімос Маркорас (1826 — 1911). До поетів героїчних сюжетів відноситься романтик Аристотеліс Валаорітіс (1829—1879), поезія якого в основі своїй цілком виросла з клефтських пісень, Георгіос Залокостас (1805—1858), що писав під впливом італійців, і Лорентзос Мавіліс (1860—1912), що наслідували поетам «Молодої Німеччини».
Поетів Іонічної школи об'єднував героїзм епохи боротьби за визволення Греції, боротьби за народну мову в літературі і нові літературні форми. Проте їх новаторство в області форми не йшло далі перенесення літературних форм Заходу в новогрецьку літературу. Дещо осібно стоїть своєрідна фігура сатирика суспільного укладу і звичаїв Греції того часу — Андреаса Ласкаратоса (1811—1901), який писав на народному діалекті свого рідного острова Кефалонії. Популярність він придбав своєрідним романом «Кефалонійські таїнства», в якому показує нікчемність і збоченість вищих класів, їх розумову обмеженість, неохайність. У своїх сатиричних віршах Ласкаратос висміює церкву і культ святих.

### Наслідування романтикам

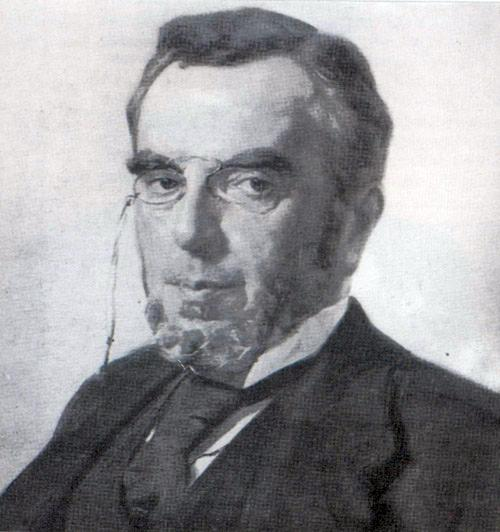
Деметріос Вікелас

Іонічна школа грецької літератури виросла в епоху боротьби за незалежність. Багато хто з її представників бралися за зброю при кожному новому повстанні; деякі гинули, інші йшли в організовану громадську боротьбу, змінюючи поезію на публіцистику. Для зміцнілої Греції це бунтарство стало «зайвим». так з'являються нові поети і белетристи, твори яких характеризують перехідний період 1870—1880 років. Епігони романтизму, вони наслідують літературним зразкам Заходу. До них належать Ахіллеас Парасхос (1838—1895), Георгіос Візійнос (1849—1896), Арістоменіс Провеленгіос (1850 — 1936), Дімітріос Вікелас (1835—1909) та багато інших. Вікелас відоміший тим, що умовив свого друга Пєра де Кубертена провести Перші Олімпійські ігри сучасності в Афінах, а сам згодом став першим президентом Міжнародного олімпійського комітету.
Дуже типовим для того часу явищем став щотижневий журнал «Ромі», який видавав Георгіос Суріс (1852 — 1919). Цей журнал цілком складався з віршів у повчальному дусі, що описували події афінського життя за тиждень мовою, яка становила суміш зі схоластичних і народних виразів. Серед безлічі такого роду письменників зустрічалися по-справжньому талановиті, зокрема Іоанніс Пападіамандопулос (1856 — 1910), який прагнув вирватися з міщанського середовища, переїхав у Париж та здобув загальноєвропейську популярність під ім'ям французького поета Жана Мореаса, і Ніколаос Епіскопопулос (1874 −1944), який прийняв псевдонім Ніколя Сегюр і набув популярності визначного романіста у Французькій республіці.
Найталановитіший критик цього періоду наслідування західноєвропейським романтикам — Еммануїл Роїдіс (1835—1904), який здійснив величезний вплив на покоління молодих письменників Греції. Втративши надію на появу у своїй батьківщині геніального поета, Роїдіс бачив у зміні соціальних умов життя єдиний шлях до поліпшення становища країни і створення самостійної літератури. Захисту дімотіки і боротьбі проти пуристів, прихильників кафаревуси, він присвятив книгу під назвою «Ідоли», хоча сам усе життя писав очищеною мовою.

### Нові течії кінця 19 століття

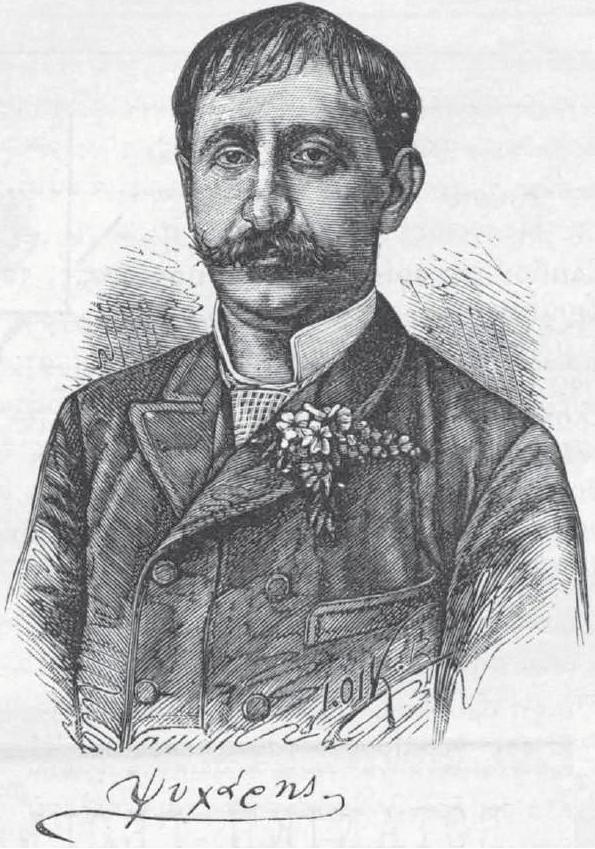
Янніс Психаріс

Зростаючий клас грецький торговців прагнув долучитися до європейської культури; цьому сприяли й європейські держави, головним чином Велика Британія і Французька республіка, які прагнули зміцнити свій вплив в Королівстві Греція. Прагненням зміцнити своє становище пояснюється підвищений інтерес до народних низів. Всі ці моменти знайшли своє відображення у новогрецькій літературі кінця 19 століття. Тяжіння до європейської цивілізації позначалося у впливі європейських поетів і художників на грецьких поетів.
Молоде покоління поетів з 1888 року групувалося навколо журналу «Естія» (грец. Ἑστία — вогнище), керованого поетом-романтиком Георгіосом Дросінісом (1859 — 1951), представник Нової афінської школи в літературі. Найвидатнішим поетом цієї групи був Костіс Паламас — поборник народної дімотичної мови. Паламас у своїй творчості поєднував риси різних європейських літературних впливів і грецьких літературних груп, належав до богеми. Він був індивідуалістом, який проповідував красу заради краси. Творчість Паламаса відрізняється досконалістю форми. Водночас він був значним науковцем у галузі лінгвістики, одним з найвидатніших в історії сучасної Греції. Усі наступні поети вважали його своїм учителем. До цієї ж групи доєднався Костас Крісталліс (1868—1894), вірші якого, побудовані за клефтським зразком, пройняті глибоким смутком.
Особливо сильний поштовх молодому літературному руху надав поет Янніс Психаріс (1854 — 1929), уродженець Одеси. Своєю книгою «Моя подорож» (1888) він різко поставив питання про мову. Психаріс став на чолі нової філологічної школи, відомої під назвою психаризму, яка ратувала за народну мову і оголосила війну традиціям у мовознавстві та пуризму в літературі. Прозові твори Психаріса — психологічні етюди. У п'єсах своїх він виступав противником ніцшеанської філософії надлюдини. Соратник Психаріса Александрос Палліс виступив ще радикальнішим дімотістом. Створивши переклад «Іліади» на дімотичну мову (1904), він змінив метрику оригіналу — гекзаметр — на політичний вірш, розмірами якого співали пісні клефтів, і часто вживав провінціалізми. Після цього випустив перекладене ще  вульгаризованіше «Євангеліє для народу». Видання «Євангелія» викликало запеклу боротьбу між прихильниками народної мови і пуристів, які звинуватили перекладача в блюзнірстві.

## Перша половина 20 століття

### Довоєнна доба
Боротьба цих двох напрямків призвела до утворення «Товариства виховання та навчання». Воно пропагувало димотичну мову зі змінами у бік компромісу аттичної і власне народної мови, друкувало нею підручники та посібники і домагалося її визнання урядом Греції. 1917 року уряд Елефтеріоса Венізелоса опублікував закон, за яким за дімотікою визнавався офіційний статус і вона вводилась у шкільне викладання. Консервативний уряд, який прийшов на зміну Венізелосу, скасував цей закон. З поверненням Венізелоса до влади — знову відновлений. В цей час непримиренними поборниками димотики виступали Клеантіс Міхаїлідіс, відомий під псевдонімом — Аргіріса Ефталіотіса, що писав про нову Греції то у формі історичного оповідання, то у формі новел про життя і побут остров'ян.

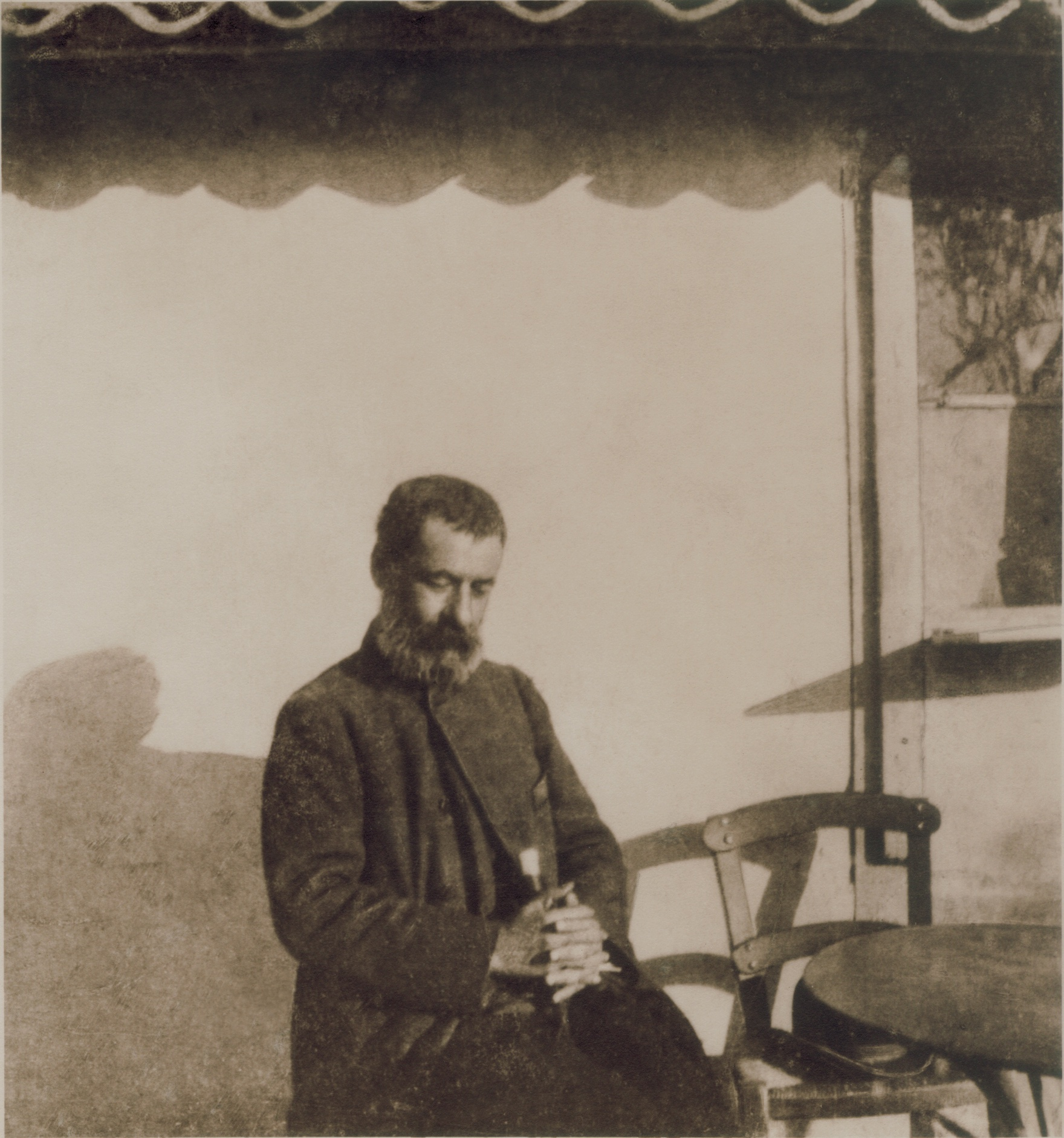
Александрос Пападіамантіс

Крім того на початку 20 століття зростає інтерес до побутового матеріалу. Вже Янніс Психаріс вимагав від письменників, щоб вони не поривали з рідною країною, а уважно вивчали всі дрібниці життя і побуту. З'явилася сільська новела Янніса Влахоянніса (1867—1945), який писав перебільшено грубою селянською мовою. Христос Христовасіліс (1861 — 1937) обирає об'єктом своєї творчості життя пастухів Фессалії і околиць Яніни в Еіпірі, будучи великим знавцем фессалійський фольклору; Андреас Каркавітсас (1866 — 1922), за фахом лікар, пише про незадоволення життям, тяготу існування і торжество зла, брутальності і брехні; Дімітріс Хатзопулос (1872 — ?), журналіст за професією, присвячує кілька збірок оповідань безрадісному життю селян, що задихаються від непосильної роботи, або порушників урядових декретів, що рятуються від правосуддя в горах, подібно до звірів. Його брат Костас Хатзопулос (псевдонім Петрас Василікос, 1868—1920), розповідає про провінційну родину, яка прагне подолати розорення. Для нього життя суспільства представляється безглуздим і сміховинним. Хатзопулос заснував журнал «Мистецтво» (грец. Τεχνυ), який відіграв значну роль у творчості молодих письменників. Про сільське життя писали брати Спіліос і Костас Пассайаніс, що вживали зовсім незрозумілі місцеві вирази.
Характерна трагічна доля невизнаного за життя Александроса Пападіамантіса (1851—1911). Для нього існування представлялося безперервною чередою безглуздих і випадкових лих, що обрушуються на голову людини. Інші письменники початку 20 століття: П. Апостолідіс, відомий під псевдонімом «Нірвана» (не плутати із Реносом Апостолідісом), поет песиміст, філософ, що перебував під сильним впливом Шопенгауера і Ніцше; реальність для нього повна смутку; Хараламбос Аннінос (1852 — 1934) володів рідкісним даром сатирика моралі, їдко висміював чесноти афінських можновладців; Костантінос Феотокіс (1872 — 1923), який прославився своїм романом «Засуджений», перебував під сильним впливом Льва Толстого і Федора Достоєвського. Вплив Тургенєва, Ніцше та Ібсена відчувається у творах романіста Грігоріоса Ксенопулоса (1867 — 1951), який виступає ярим поборником прав жінки. Улюблена його тема — життя жінки в сучасному суспільстві, яке позбавляє її будь-яких прав.

#### Перші жінки-літератори

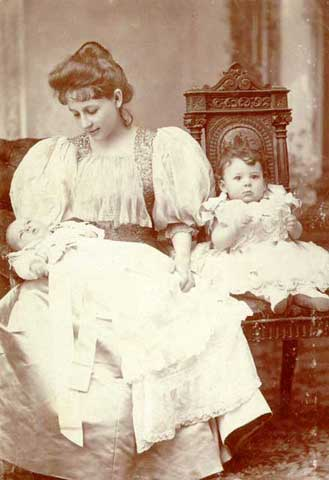
Пенелопі Дельта з двома доньками

Водночас у Греції пізніше, ніж в інших європейських країнах, зародився рух жінок за свої права. Відтак жінки в літературі Греції взяли участь тільки саме на початку XX століття. Водночас в творчості жінок літераторів емансипацію жінок виступала тільки однією зі значного кола тем. Першою грецькою визнаною широким загалом романісткою стала Каллірої Паррен (1861 — 1940) з романами «Звільнена», «Чародійка» тощо. За нею були Александра Пападопулу (1867 — 1906), Іріні Дендріну  (1879 — 1974), Юлія Драгумі (1858—1937) і зрештою дитяча письменниця Пенелопі Дельта, яка у своїй прозі та віршах торкалась важливих, іноді гострих, соціальних тем. За стилем на Пенелопі Дельту схожа Сіца Караїсакі (? — 1987), яка в 1940-х роках виїхала до Німеччини.

#### Драматичні твори
Новогрецька п'єси, за рідкісним виняткок, не бачили новогрецької сцени, а грецькі драматурги наслідували Заходу. Так дімотист Камбізіс (1862—1902) цілком наслідує Герхарту Гауптману, Іонніс Полеміс (1862 — 1923) — Метерлінку, Христос Ласкаріс — Ежену Лабішу. Самостійніший Спірос Мелас, сюжети його драм взяті з життя грецької дрібної буржуазії («Зруйнований будинок», «Біле і чорне»). Комедії майже не створювались. Засновник відомого в Королівстві Греція журналу «Нумас» (Νουμάς) Тангопулос (народився 1867) виступив із сатиричною п'єсою «Живі і мертві», в якій символічно зобразив боротьбу за мову між дімотичним — живим напрямком — і мертвим — академічним. Символічна драма, варіанти помилково-класичних трагедій і наслідування сучасним європейцям — переважний характер репертуару тогочасної драматургії.

### Міжвоєнна доба: песимізм
Літературна Греція міжвоєнної доби мало чим відрізняється від попереднього періоду. Після невдалої війни з Туреччиною 1922 року, яка позбавила Королівство Греція її володінь на Малоазійському узбережжі і нав'язала їй, окрім грошової заборгованості своїй покровительці Великої Британії, близько 1,5 мільйона біженців, головною турботою греків стало подолання розорення і злиднів. Знову посилюється приплив іноземного капіталу в країні, головним концесіонером у сучасній Греції стає нині американський капітал. У країні відбуваються різкі соціальні зрушення. Визискування робочого класу доводить останній до страйків. Кровопролитні сутички робітників з поліцією, натовпи безробітних і біженців пиветрають до себе увагу. Політичні партії, орієнтуючись на ту чи іншу державу, перебували у постійній боротьбі.
Звідси походить такий сильний інтерес греків до культури європейських країн. Книжковий ринок наповнюється перекладною літературою. Переводяться французькі, німецькі, англійські, скандинавські письменники: Антуан Франсуа Прево, Еміль Золя, Гі де Мопассан — предмет захоплення читаючої публіки. Генрік Ібсен, Волт Вітмен, Оскар Уайльд, Кнут Гамсун — відомі в Греції не менше, ніж на Заході. Значну зацікавленість викликали й російські письменники — Лев Толстой, Михайло Достоєвський, Максим Горький, Леонід Андрєєв.
Політичні події, які підготовували Національний розкол в Королівстві Греція, пізніше повалення монархії і встановлення диктатури Іоанніса Метаксаса, розгортання Громадянської війни в Греції і поширення впливу Комуністичної партії Греції зрештою змушують інтелігенцію звертати погляди в бік Радянського Союзу. Інтерес до радянських поетів був значним. так, видавались збірники віршованих перекладів Ахматова Анни Ахматової, Миколи Гумільова, Віри Інбер, Олександра Блока, Сергія Єсеніна.

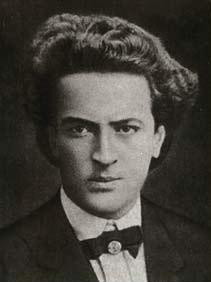
Ангелос Сікеліанос

Серед вітчизняних авторів передвоєнної доби поет Мільтіадіс Малакасіс (1869—1943) перебував під впливом неоромантиків і писав сумні і безвольні вірші; талановитий Дімітріос Сіпсомос, відоміший під псевдонімом Ламброс Порфірас, повний гіркоти і песимізму, оспівує «Тріумф смерті». Поет Гермонас знаходить свого кумира у Леконт де Лілі. Іоанніс Гріпаріс — великий майстер вірша — слідує за своїм учителем Жозе-Марія де Ередіа. Молодий поет Ангелос Сікеліанос культивує «вільний вірш» у своїх перекладах стародавніх класиків. Своєрідний поет Сотіріс Скіпіс — рідкісне явище в грецькій літературі — знайшов собі перекладача на французьку мову в особі Філіаса Лебеска.
Всі ці поети — песимісти-індивідуалісти, одинаки, що проходять повз суспільні події. Проте з в творчості деяких з них яскраво проявились соціальні мотиви. Справжній бунтар поет Костас Варналіс, за професією вчитель, виступає з полум'яним віршем «Проклятий», кидаючи виклик можновладцям. Оригінальний белетрист Демосфеніс Вутірас, що вивчає побут і звичаї бідняків, знедолених, що знаходять притулок в тавернах, випускає памфлет на афінське суспільство під назвою «У пеклі». Поет Фотіс Яфулліс обрушується з революційною пристрастю на культуру архаїки і оспівує виробничий матеріал: цемент, мармур, камінь. Ламброс Астеріос протиставляє академічній метриці вірша — «природний ритм життя». Лірик-імпресіоніст Захаріс Папантоніу пізніше став знаний як мистецтвознавець і археолог. Професор лінгвістики з європейським ім'ям Менос Філінтас, редагує дімотичну енциклопедію, вправляється в епічних поемах дімотичною мовою.

#### Покоління 30-х
Наприкінці 1920-х — на початку 1930-х років у новогрецькій літературі почали розвиватись модерністські тенденції в поезії і прозі, автори вперше опубліковують роботи, просякнуті освіжаючим настроєм. Плеяда новогрецьких модерністів початку 20 століття в літературознавстві отримала назву «Покоління 30-х». Основна особливість їх поетичної творчості — введення вільного вірша, а також перші спроби у площині сюрреалізму, в той час як у прозу проникають елементи міської фантастики і відображаються деякі модерністські тенденції, зокрема внутрішній монолог.

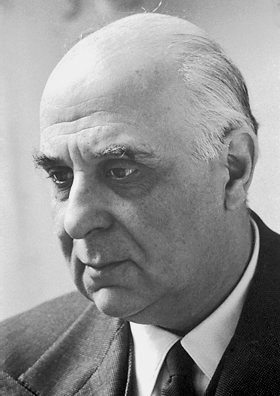
Нобелівський лауреат Йоргос Сеферіс

Поезія покоління 30-х років повністю звільняється від впливу народної традиційної пісні. Зразки вільних віршів вперше з'явилися в 1920-ті роки з творами Папацоніса. На початку 1930-х років все частіше поезія публікується у формі вільного вірша: зокрема твори, опубліковані в 1929 році Анастасіосом Дрівасом, в 1930 році — збірка «Στου γλυτωμού του χάζι» Теодороса Дорроса, в 1933 році — вірші Ніколаса Каласа, відомого також під псевдонімом Нікітас Рантос, в 1933 році — Йоргоса Сарантаріса. На відміну від поетів, які пізніше приєднались до «Покоління 30-х років», ранні поезії деяких літераторів написані не вільним віршем, а традиційним. Серед них поезії Йоргоса Сеферіса (лауреата Нобелівської премії 1963 року) у перших двох збірках «Στροφή» (1931) і «Στέρνα» (1932), а також Янніса Ріцоса «Τρακτέρ» (1934) і «Επιτάφιο» (1936). Найважливішою віхою в поезії Покоління 30-х став 1935 рік (за збігом, у цей самий рік опублікована остання збірка Костіса Паламаса), із заснуванням альманаху «Νέα Γράμματα», який співпрацював з основними представниками свого покоління, публікуючи твори згаданого Йоргоса Сеферіса, іншого Нобелівського лауреата Одіссеаса Елітіс, а також першого грецького поета-сюрреаліста Андреаса Ембірікоса. Надалі у «Νέα Γράμματα» опублікували свої поезії вільним віршем Янніс Ріцос, Нікіфорос Вреттакос, другий за величиною грецький представник сюрреалізму Нікос Енгонопулос.
Романісти, представники «Покоління 30-тих» відрізняються надзвичайною багатоманітністю особливих рис, притаманних кожному окремо, але спільним для всіх було оновлення прози. Загальні тенденції можна розділити на три групи: проза письменників уродженців Малої Азії та східних Егейських островів, яка залишалася ближчою до традиції, відштовхуючись головним чином від місця походження письменника, тому часто називається «Αιολική Σχολή» — Вітряна школа (серед представників Стратіс Мірівіліс, Іліас Венезіс, Фотіс Контоглу і Стратіс Дукас); проза, породжена основними тенденціями реалістичних міських романів (Георгіос Теотокас, Ангелос Терзакіс, М. Карагатсіс і т. д.); і нарешті проза представників модернізму, для яких характерні тенденції порушення традицій реалістичної оповіді і введення нових методів, зокрема внутрішнього монологу. Останню групу часто називають «Σχολή της Θεσσαλονίκης» «Школою в Салоніках», оскільки найзначніші її представники працювали в Салоніках — Стеліос Ксефлудас, Нікос Гавриїл Пентзікіс. Примітною тенденцією прози Покоління 30-х після встановлення диктатури Іоанніса Метаксаса 1936 року став перехід до спогадів про дитинство (роман «Λεωνής» Георгіоса Теотокаса) або історичних романів («Πριγκηπέσσα Ιζαμπώ» Ангелоса Терзакіса). Цей зсув трактується як добровільна «цензура» письменників до статус-кво.

#### Жінки-літератори
Серед поетес у міжвоєнний період виділяються щирістю жіночого почуття Дафні і вчителька за фахом Дора Моацу. Остання випустила 1928 року збірка «Вірші», за якою можна простежити, як від інтимної лірики молода поетеса переходить до соціальних тем. До них примикають дві інші поетеси — Діпломаламу і Фані Цара. Найяскравіша та найталановитіша поетеса Греції цього періоду — викладачка декламації в Афінській консерваторії Феона Дракопулу, відома під псевдонімом Мертіотісса. Почавши з наслідування французької поетесі де Ноайль та захоплюючись віршами Анни Ахматової, вона виявляє в своїй ліриці багато трагічного пафосу, який особливо яскраво виступає в її вірші «Народ», навіяному подіями громадянської боротьби 1926 року доби Другої Грецької Республіки. Як критик починає діяльність Елені Негропонті-Урані (псевдонім «Алькіс Трілос»), для якої характерний глибокий соціальний аналіз художніх творів.

## Друга половина 20 століття

### Друга світова війна і громадянська війна
Окупація Греції Країнами Осі та Громадянська війна, що тривала до 1949 року, справили прямий вплив на літературу цієї доби, особливо на поезію: преважна більшість віршів, написаних впродовж декади 1940-х років посилається у своїх сюжетах на історичний момент, або безпосередньо, як у форму пісні, зокрема «Άσμα ηρωικό και πένθιμο για τον χαμένο ανθυπολοχαγό της Αλβανίας» (укр. Героїчна пісня і траур за втраченим лейтенантом в Албанії) Одіссеаса Елітіса, або в переносному сенсі, використовуючи посилання на давніші моменти історії — «Ρωμιοσύνη» Янніса Ріцоса або «Μπολιβάρ» Нікоса Енгонопулоса.
У прозі, однак, звернення до сюжетів минулого поколінням Письменників 30-х років негативно інтерпретовано як спроба до втечі від реальності. Хоча існувала і проза, натхненна досвідом війни, зокрема «Πλατύ ποτάμι» Янніса Бератіса, «Μνήμα της γριάς» Ангелоса Влахоса. Проте використання досвіду війни в сюжетах прози стало сильнішими в наступному десятилітті. Крім того в 1940-ві роки Нікос Казандзакіс вперше опублікував свій роман «Βίος και πολιτεία του Αλέξη Ζορμπά» (у перекладі українською «Кумедні й лихі пригоди Алексіса Зорбаса»). Побачили світ й два твори грецьких жінок-літераторів, які відкрили шлях новим тенцеціям, що пануватимуть у найближчі десятиліття — «Ψάθινα καπέλα» Маргаріти Лімберакі (1946) і «Contre-temps» Міміки Кранакі (1947).

### Післявоєнна доба

#### Поезія
Характеризуючи поезію післявоєнної доби, сучасні літературознавці використовують різні класифікації. Проте найзначнішою вважається група поетів, які писали вірші «соціальні» або «політичні», в тому числі поети з лівацькими переконаннями, які зазнавали переслідувань за свої ідеї. Серед таких Маноліс Анагностакіс, Тасос Лівадітіс, Тітос Патрікіос, Алексіс Парніс. Серед визначних поетів, творчість яких виходить за рамки конкретної течії, Мільтос Сахтуріс, Такіс Сінопулос, Нікос Карузос. Для поезії перших двох спільними рисами є зображення жахливих картин нещасть та утисків, іноді пов'язані із застосуванням деяких принципів сюрреалізму, що характерне для робіт низки інших поетів, таких як Янніс Даллас, Дімітріс Пападіцас і Елені Вакало. Поезія Нікоса Карузоса характеризується як «релігійна» або «філософська» через тісний зв'язок із православними релігійними традиціями.
Серед сучасних грецьких поетів виділяються Лєна Паппа, Кікі Дімула, Такіс Варвіціотіс, Катерина Ангелакі-Рук, Йоргос Картер, Янніс Варверіс, Панос Капоніс, Янніс Контос, Антоніс Фостіріс, Дінос Сіотіс, Насос Вагенас, Йоргос Веіс, Харіс Влавіанос, Дімітріс П. Краніотіс, Константінос Бурас, Дімітріс Палазіс, Афіна Пападакіс, Дімітріс Потамітіс, Лефтеріс Пуліос, Йоргос Маркопулос, Дженні Масторакіс, Стефанос Бекаторос, Васіліс Стеріадіс, Наташа Хадзідакі, Панос Кіпаріссіс, Телемахос Хітіріс. Більшість з них належить до, так званого, Покоління 70-х або «ποίηση της αμφισβήτησης» (укр. поезія виклику), як її схарактеризував Васос Варікас.

#### Проза

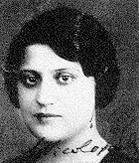
Дідо Сотіріу

Перші повоєнні романісти спиралися на досвід війни, окупації та громадянської війни. Особливо яскраво це проявилось у таких творах, як «Πολιορκία» Александроса Котзіаса, «Πυραμίδα 67» Реноса Апостолідіса і «Ακυβέρνητες πολιτείες» Стартіса Циркаса, яка заклали підвалини сучасної прози. Серед інших тематичних сфер, з яких післявоєнні прозаїки черпали сюжети, — повсякденне міське життя. Найзначніші представники міського роману — Костас Тахціс, Йоргос Іоанну, Меніс Кумантареас. Водночас існувала течія скептичного відображення сучасних економічних, соціальних і політичних реалій. Це насамперед «Φράγμα» Спіроса Пласковітіса, «Τριλογία» Васіліса Василікоса і «Λάθος» Антоніса Самаракіса. Більшість інноваційних тенденцій у використанні методів модернізму і складних реалістичних методів з'являються в роботах Нікоса Кахітіціса і Йоргоса Хімонаса.
Серед сучасних грецьких прозаїків виділяються Маро Дука, Дідо Сотіріу, Нікос Темеліс, Іоанна Карістіані, Євгенія Факіну, Пеа Галанакі, Танасіс Валтінос, Янніс Ксантуліс, Соті Тріантафіллу, Манос Контолеон, Павлос Матесіс.